# Carré Suffren
Carré Suffren je výšková budova v Paříži. Nachází se na ulici Rue de la Fédération č. 31–35 v 15. obvodu. Název je odvozen od slova čtvercový (carré) vzhledem k půdorysu budovy a podle nedaleké Avenue Suffren.
Jedná se o kancelářskou budovu s celkovou plochou 25 000 m2, rozdělenou do tří křídel. Střední budova má 8 pater a na střeše rozsáhlou terasu. Obě boční křídla mají 13 podlaží. Stavba vytváří ze tří stran uzavřené nádvoří, kde se nachází soukromá zahrada o rozloze 2000 m2.
V letech 1963–2003 zde sídlil Commissariat à l'énergie atomique (Komisariát pro atomovou energii). Od roku 2004 je vlastníkem budovy společnost Foncière des Régions zabývající se správou a pronájmem nemovitostí.